# Lophocampa caryae
Lophocampa caryae là một loài bướm đêm thuộc phân họ Arctiinae, họ Erebidae.

## Hình ảnh

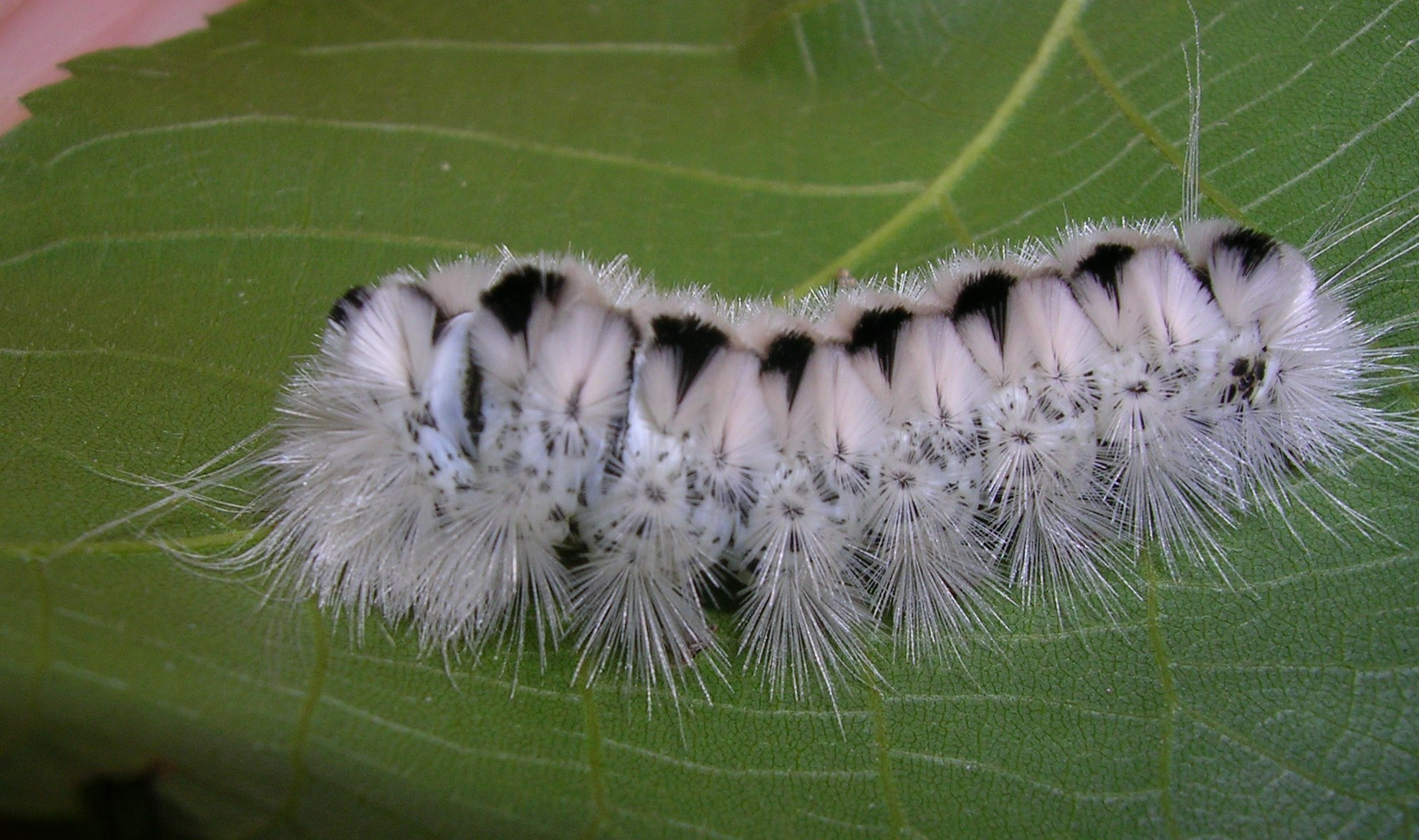
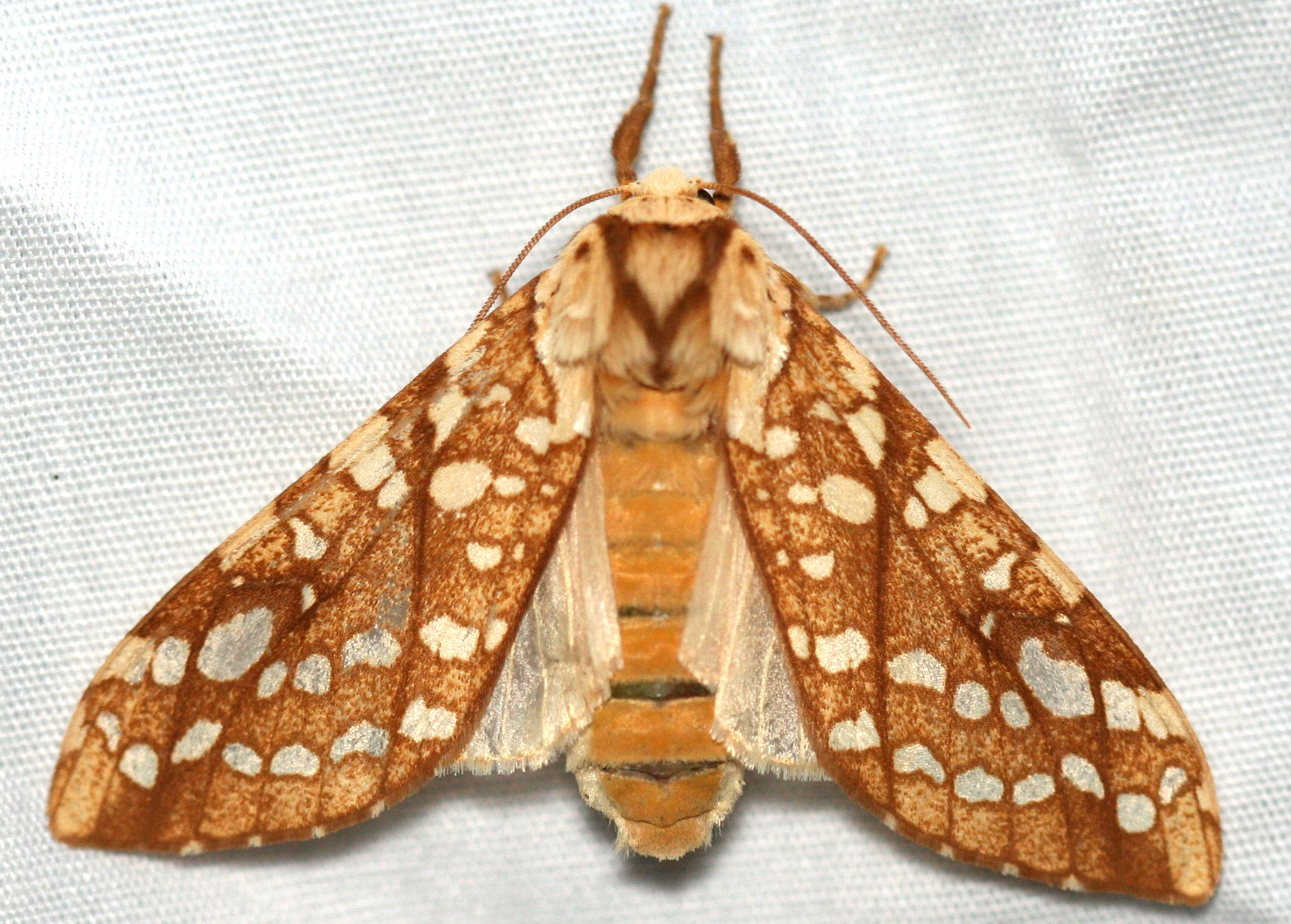